# 한스 뮌히
한스 빌헬름 뮌히(독일어: Hans Wilhelm Münch, 1911년 5월 14일~ 2001년 12월 6일)는 독일의 의사다. 제2차 세계 대전 당시인 1943년부터 1945년까지  아우슈비츠 수용소에서 무장친위대 소속 군의관으로 복무했다.

## 생애
아우슈비츠에서 행해진 대량학살에 최대한 참여하지 않으려 했기에 소위 "아우슈비츠의 선인"이라고 불렸다. 전후인 1947년 크라쿠프에서 열린 아우슈비츠 재판에서 아우슈비츠 생존 수감자들의 변호에 힘입어 피고인들 중 유일하게 전쟁범죄 혐의에 대해 무혐의 판결을 받았다. 재판 이후 독일로 돌아가 바이에른 로스하우프텐에서 개업의로 일했다. 말년에 알츠하이머성 치매에 걸려 나치즘을 지지하고 홀로코스트를 부정하는 등의 언행을 하다가 여러 번 기소되었다. 하지만 모든 재판부는 뮌히가 망령이 나서 심신상실 상태에 있다고 보고 유죄를 선고하지 않았다.

## 같이 보기
- 홀로코스트
- 요제프 멩겔레
- 독일이 저지른 전쟁 범죄